# Elements of Life: Remixed
Elements of Life: Remixed là một album tổng hợp của Tiësto. Các bài hát trong album này là bản remix từ album gốc của Tiësto Elements of Life. Nguyên thủy, ngày phát hành dự định là vào ngày 29 tháng 1 năm 2008, sau đó nó được trì hoãn đến ngày  11 tháng 3 năm 2008, và cuối cùng đã được phát hành vào ngày 28 tháng 4 năm 2008.

## Danh sách bài hát
| 1 đĩa | 1 đĩa                                            | 1 đĩa           | 1 đĩa      |
| STT   | Nhan đề                                          | Phổ lời         | Thời lượng |
| ----- | ------------------------------------------------ | --------------- | ---------- |
| 1.    | "Ten Seconds Before Sunrise (First State Remix)" |                 | 7:44       |
| 2.    | "Everything (Cosmic Gate Remix)"                 | JES             | 7:53       |
| 3.    | "Do You Feel Me (Roger Martinez Remix)"          |                 | 5:08       |
| 4.    | "Carpe Noctum (Fire Element Mix)"                |                 | 5:48       |
| 5.    | "Driving To Heaven (Mat Zo Remix)"               |                 | 7:10       |
| 6.    | "Sweet Things (Tom Cloud Remix)"                 |                 | 6:26       |
| 7.    | "Bright Morningstar (Andy Duguid Remix)"         |                 | 7:36       |
| 8.    | "Break My Fall (Richard Durand Remix)"           | BT              | 5:23       |
| 9.    | "In the Dark (Dirty South Remix)"                | Christian Burns | 5:49       |
| 10.   | "Dance4Life (Fonzerelli Remix) "                 | Maxi Jazz       | 6:18       |
| 11.   | "Elements of Life (Alex Kunnari Remix) "         |                 | 6:36       |
| 12.   | "No More Heroes"                                 |                 | 6:23       |

## Phát hành
| Khu      | Ngày                | Nhãn        | Định Dạng | Mục Lục           |
| -------- | ------------------- | ----------- | --------- | ----------------- |
| Hà Lan   | 26 tháng 4 năm 2008 | Magik Muzik | CD, Album | Magik Muzik CD 12 |
| Anh Quốc | 28 tháng 4 năm 2008 | Nebula      | CD, Album | NEBCDX9015        |

## Remixes chưa được phát hành
- Carpe Noctum (Anhken Remix)
- Carpe Noctum (Montana Edit)
- Dance4Life (DJ Shah Exclusive Remix)
- Everything (Progression Remix)